# Zagłębie Sosnowiec (piłka nożna) w sezonie 1959
Historia sezonu 1959 w wykonaniu piłkarzy Zagłębia Sosnowiec.
Ówczesna nazwa klubu: Stal Sosnowiec.
Drużyna Stali Sosnowiec przystępowała do sezonu 1959 w roli spadkowicza z I ligi. Ewalda Cebulę na stanowisku trenera zastąpił Alojzy Sitko, były trener Górnika Radlin. Z drużyny odeszli: Konopelski, Krajewski, Szymczyk i Wspaniały. Dodatkowo karierę zakończył Musiał, a Bazan rozpoczął służbę wojskową. Kadrę zasilił Machnik, Gaik i Wola. Sezon rozpoczął się 15 marca 1959 od meczu sosnowieckiej Stali ze Stalą Rzeszów, w którym zadebiutował Zdzisław Wola zdobywając 2 bramki. W 3 kolejce sosnowiczanie ulegli u siebie z Concordią Knurów aż 1:4. W 6 kolejce wysoko pokonali (6:1) na wyjeździe rzeszowski Walter i zostali liderem tabeli. Rundę wiosenną Stal zakończyła na 3 pozycji. Rundę rewanżową zaczęła się od porażki, ale już w kolejnym meczu sosnowiczanie pokonali 4:0 mielecką Stal. W tym meczu 3 bramki zdobył Myga. Sam mecz rozpoczął serię 9 meczów bez porażki. Szczególnie ważny był mecz z jednym z głównych rywali do awansu – Wawelem Kraków. Mecz w Krakowie zgromadził 15 tysięcy kibiców, z czego połowę stanowili fani drużyny z Sosnowca. Zwycięstwo po golu Ciszka umocniło Stal na pozycji lidera tabeli z przewagą 3 punktów. 15 listopada 1959 r. sosnowiczanie zmierzyli się z gliwickim Piastem. Wygrana 3:0 oznaczała awans Stali do I ligi.

Większość meczów była rozgrywana na starym stadionie przy Al. Mireckiego.

## Kadra
Bramkarze: Aleksander Dziurowicz, Józef Machnik

Obrońcy: Antoni Komoder, Marian Masłoń, Franciszek Skiba, Włodzimierz Śpiewak

Pomocnicy: Paweł Jochemczyk, Witold Majewski, Zbigniew Myga, Jan Ząbczyński

Napastnicy: Antoni Ciszek, Andrzej Gaik, Karol Śmiłowski, Czesław Uznański, Zdzisław Wola

Trener: Alojzy Sitko

Prezes: Lucjan Kochański

### Przybyli
- Andrzej Gaik (wychowanek)
- Józef Machnik (Górnik Zabrze)
- Zdzisław Wola (AKS Niwka)

### Odeszli
- Roman Bazan (służba wojskowa w Śląsku Wrocław)
- Antoni Konopelski (Cracovia)
- Ryszard Krajewski (Stal Kraśnik)
- Roman Musiał (koniec kariery)
- Marian Szymczyk (Stal Kraśnik)
- Zdzisław Wspaniały (Polonia Warszawa)

## Rozgrywki ligowe[3]
W sezonie 1959 w II lidze wystartowały 24 drużyny podzielone na 2 grupy – północną i południową. Stal Sosnowiec znalazło się w grupie południowej:
1. Concordia Knurów,
2. Legia Krosno,
3. Naprzód Lipiny,
4. Piast Gliwice,
5. Stal Mielec,
6. Stal Rzeszów,
7. Stal Sosnowiec (Zagłębie) – spadkowicz,
8. Szombierki Bytom,
9. Unia Racibórz,
10. Unia Tarnów – beniaminek,
11. Walter Rzeszów – beniaminek,
12. Wawel Kraków,

### Runda wiosenna
| Nr kolejki | Data       | Miejsce, ilość widzów          | Gospodarz skład                                        | Gość skład                                               | Wynik | Bramki | Sędzia          | Uwagi |
| ---------- | ---------- | ------------------------------ | ------------------------------------------------------ | -------------------------------------------------------- | ----- | --- | --------------- | --- |
| 1          | 15.03.1959 | brak informacji 10.000         | Stal Sosnowiec brak informacji Trener: Sitko           | Stal Rzeszów brak informacji Trener: brak informacji     | 3:0   | 1:0 Wola 19' (rzut karny), 2:0 W. Majewski 43', 3:0 Wola 83'                                               |                 | Debiut ligowy Woli w barwach Stali i jego pierwszy gol dla Stali Debiut ligowy Gaika i Machnika w barwach Stali |
| 2          | 22.03.1959 | Mielec brak informacji 8.000   | Stal Mielec brak informacji Trener: brak informacji    | Stal Sosnowiec brak informacji Trener: Sitko             | 0:1   | 0:1 Śmiłowski 61                                                                                           | brak informacji | |
| 3          | 05.04.1959 | brak informacji 15.000         | Stal Sosnowiec brak informacji Trener: Sitko           | Concordia Knurów brak informacji Trener: brak informacji | 1:4   | 0:1 Wolny 12', 0:2 Wilczek 53', 1:2 Gaik 63', 1:3 Kuś 80', 1:4 Kuś 86'                                     | brak informacji | |
| 4          | 12.04.1959 | Lipiny brak informacji 5.000   | Naprzód Lipiny brak informacji Trener: brak informacji | Stal Sosnowiec brak informacji Trener: Sitko             | 1:1   | 0:1 Uznański 9', 1:1 Bitner 47'                                                                            | brak informacji | |
| 5          | 19.04.1959 | brak informacji 3.000          | Stal Sosnowiec brak informacji Trener: Sitko           | Szombierki Bytom brak informacji Trener: brak informacji | 2:1   | 1:0 Masłoń 43', 1:1 Poloczek 64', 2:1 Ciszek 77'                                                           | brak informacji | |
| 6          | 26.04.1959 | brak informacji 15.000         | Stal Sosnowiec brak informacji Trener: Sitko           | Unia Tarnów brak informacji Trener: brak informacji      | 2:0   | 1:0 Ząbczyński 35', 2:0 Uznański 70'                                                                       | brak informacji | |
| 7          | 03.05.1959 | Krosno brak informacji 3.000   | Legia Krosno brak informacji Trener: brak informacji   | Stal Sosnowiec brak informacji Trener: Sitko             | 0:0   | brak | brak informacji | |
| 8          | 10.05.1959 | Rzeszów brak informacji 6.000  | Walter Rzeszów brak informacji Trener: brak informacji | Stal Sosnowiec brak informacji Trener: Sitko             | 1:6   | 0:1 Uznański 1', 0:2 Myga 7', 0:3 Uznański 21', 0:4 Wola 52', 1:4 Zajdel 57', 1:5 Ciszek 59', 1:6 Wola 62' | brak informacji | |
| 9          | 24.05.1959 | brak informacji 10.000         | Stal Sosnowiec brak informacji Trener: Sitko           | Wawel Kraków brak informacji Trener: brak informacji     | 1:0   | 1:0 Ciszek 60',                                                                                            | brak informacji | |
| 10         | 07.06.1959 | Gliwice brak informacji 15.000 | Piast Gliwice brak informacji Trener:                  | Stal Sosnowiec brak informacji Trener: Sitko             | 1:0   | 1:0 Krajczy 55',                                                                                           | brak informacji | |
| 11         | 14.06.1959 | brak informacji 10.000         | Stal Sosnowiec brak informacji Trener: Sitko           | Unia Racibórz brak informacji Trener:                    | 1:4   | 0:1 Urbas 21', 0:2 Moik 42', 0:3 Michalski 51', 1:3 Ciszek 72', 1:4 Urbas 86'                              | brak informacji | |

### Runda jesienna
| Nr kolejki | Data       | Miejsce, ilość widzów          | Gospodarz skład                                      | Gość skład                                   | Wynik | Bramki                                                                                                   | Sędzia          | Uwagi |
| ---------- | ---------- | ------------------------------ | ---------------------------------------------------- | -------------------------------------------- | ----- | --- | --------------- | ----- |
| 12         | 02.08.1959 | Rzeszów brak informacji 10.000 | Stal Rzeszów brak informacji Trener:                 | Stal Sosnowiec brak informacji Trener: Sitko | 2:1   | 1:0 Poświat 52', 1:1 Uznański 63', 2:1 Świerk 90'                                                        | brak informacji |       |
| 13         | 09.08.1959 | brak informacji 6.000          | Stal Sosnowiec brak informacji Trener: Sitko         | Stal Mielec brak informacji Trener:          | 4:0   | 1:0 Myga 28', 2:0 Ciszek 37', 3:0 Myga 65', 4:0 Myga 82'                                                 | brak informacji |       |
| 14         | 23.08.1959 | Knurów brak informacji 3.000   | Concordia Knurów brak informacji Trener:             | Stal Sosnowiec brak informacji Trener: Sitko | 0:2   | 0:1 Uznański 33', 0:2 Myga 66',                                                                          | brak informacji |       |
| 15         | 06.09.1959 | brak informacji 15.000         | Stal Sosnowiec brak informacji Trener: Sitko         | Naprzód Lipiny brak informacji Trener:       | 4:2   | 1:0 Uznański 12', 1:1 Więcek 61', 1:2 Spyra 75', 2:2 Ząbczyński 85', 3:2 Uznański 80', 4:2 Śmiłowski 88' | brak informacji |       |
| 16         | 09.09.1959 | brak informacji 6.000          | Szombierki Bytom brak informacji Trener:             | Stal Sosnowiec brak informacji Trener: Sitko | 0:1   | 0:1 Myga 46',                                                                                            | brak informacji |       |
| 17         | 12.09.1959 | Tarnów brak informacji 4.000   | Unia Tarnów brak informacji Trener:                  | Stal Sosnowiec brak informacji Trener: Sitko | 0:0   | brak | brak informacji |       |
| 18         | 20.09.1959 | brak informacji 15.000         | Stal Sosnowiec brak informacji Trener: Sitko         | Legia Krosno brak informacji Trener:         | 2:0   | 1:0 Ciszek 60', 2:0 Uznański 62'                                                                         | brak informacji |       |
| 19         | 04.10.1959 | brak informacji 10.000         | Stal Sosnowiec brak informacji Trener: Sitko         | Walter Rzeszów brak informacji Trener:       | 3:1   | 0:1 Mazur 25' (rzut karny), 1:1 Ciszek 38', 2:1 Wola 70', 3:1 Wola 79'                                   | brak informacji |       |
| 20         | 25.10.1959 | Kraków brak informacji 15.000  | Wawel Kraków brak informacji Trener: brak informacji | Stal Sosnowiec brak informacji Trener: Sitko | 0:1   | 0:1 Ciszek 5',                                                                                           | brak informacji |       |
| 21         | 15.11.1959 | brak informacji 20.000         | Stal Sosnowiec brak informacji Trener: Sitko         | Piast Gliwice brak informacji Trener:        | 3:0   | 1:0 Myga 2', 2:0 Wola 58' (rzut karny), 3:0 Uznański 67'                                                 | brak informacji |       |
| 22         | 22.11.1959 | Racibórz brak informacji 3.000 | Unia Racibórz brak informacji Trener:                | Stal Sosnowiec brak informacji Trener: Sitko | 1:0   | 1:0 Klimaszka 4',                                                                                        | brak informacji |       |

### Tabela końcowa
Mistrzem grupy południowej II ligi została Stal Sosnowiec (Zagłębie), co zapewniło tej drużynie bezpośredni awans do I ligi

Do III ligi spadły: Szombierki Bytom i Walter Rzeszów.

Król strzelców: brak danych
| Lp | Klub             | Mecze | Punkty | ZWY | REM | POR | Bramki (+) | Bramki (-) | Uwagi           |
| -- | ---------------- | ----- | ------ | --- | --- | --- | ---------- | ---------- | --------------- |
| 1  | Stal Sosnowiec   | 22    | 31     | 14  | 3   | 5   | 39         | 5          | awans do I ligi |
| 2  | Unia Racibórz    | 22    | 30     | 12  | 6   | 4   | 45         | 27         |                 |
| 3  | Wawel Kraków     | 22    | 29     | 13  | 3   | 6   | 34         | 13         |                 |
| 4  | Piast Gliwice    | 22    | 27     | 12  | 3   | 7   | 43         | 30         |                 |
| 5  | Naprzód Lipiny   | 22    | 25     | 9   | 7   | 6   | 41         | 32         |                 |
| 6  | Stal Mielec      | 22    | 25     | 10  | 5   | 7   | 29         | 29         |                 |
| 7  | Unia Tarnów      | 22    | 24     | 10  | 4   | 8   | 22         | 22         |                 |
| 8  | Stal Rzeszów     | 22    | 23     | 8   | 7   | 7   | 24         | 23         |                 |
| 9  | Concordia Knurów | 22    | 17     | 6   | 5   | 11  | 27         | 36         |                 |
| 10 | Legia Krosno     | 22    | 15     | 5   | 5   | 12  | 24         | 31         |                 |
| 11 | Szombierki Bytom | 22    | 13     | 5   | 3   | 14  | 23         | 37         | spadek          |
| 12 | Walter Rzeszów   | 22    | 5      | 1   | 3   | 18  | 11         | 64         | spadek          |

## Występy piłkarzy

### Występy w lidze
W sezonie wystąpiło 15 zawodników Stali.
- 22 mecze – Paweł Jochemczyk, Włodzimierz Śpiewak, Czesław Uznański, Jan Ząbczyński,
- 21 meczów – Zbigniew Myga,
- 19 meczów – Antoni Komoder, Franciszek Skiba,
- 18 meczów – Antoni Ciszek, Karol Śmiłowski,
- 16 meczów – Józef Machnik, Zdzisław Wola,
- 14 meczów – Witold Majewski
- 8 meczów – Andrzej Gaik,
- 7 meczów – Aleksander Dziurowicz, Marian Masłoń.

## Zdobywcy bramek

### Zdobywcy bramek w lidze
W sezonie 1959 39 goli dla sosnowieckiej drużyny zdobyło 10 zawodników Stali.
- 10 bramek – Czesław Uznański,
- 8 bramek – Antoni Ciszek,
- 7 bramek – Zbigniew Myga, Zdzisław Wola,
- 2 bramki – Karol Śmiłowski, Jan Ząbczyński
- 1 bramka – Andrzej Gaik, Witold Majewski, Marian Masłoń.

## Pierwsze razy w barwach Stali

### Pierwszy występ ligowy
- Zdzisław Wola – 15.03.1959, Stal Sosnowiec – Stal Rzeszów 3:0
- Andrzej Gaik – 15.03.1959, Stal Sosnowiec – Stal Rzeszów 3:0
- Józef Machnik – 15.03.1959, Stal Sosnowiec – Stal Rzeszów 3:0

### Pierwszy gol w lidze
- Zdzisław Wola – 19 minuta na 1:0 z rzutu karnego, 15.03.1959, Stal Sosnowiec – Stal Rzeszów 3:0
- Andrzej Gaik – 63 minuta na 1:2, 05.04.1959, Stal Sosnowiec- Concordia Knurów 1:4
- Marian Masłoń – 43 minuta na 1:0, 19.04.1959, Stal Sosnowiec – Szombierki Bytom 2:1

## Ostatnie występy w barwach Stali
- Marian Masłoń – brak informacji o meczu

## Źródła
1. Jacek Skuta – Zagłębie Sosnowiec. Historia piłki nożnej. Wiara, która przetrwała – Zagłębie SA, Sosnowiec 2018
2. Mirosław Ponczek i Adam Fryc – Dzieje piłki nożnej mężczyzn w Sosnowcu – Progres, Sosnowiec 2006
3. zaglebie.eu – oficjalna strona klubu
4. 100% Zagłębie – www.zaglebie.sosnowiec.pl
5. portal WikiLiga.pl
6. portal 90minut.pl
7. portal hppn.pl